# Медаль мира Пирсона
Медаль мира Пирсона (англ. Pearson Medal of Peace) — награда, ежегодно вручаемая Ассоциацией содействия ООН в Канаде в знак признания вклада в международное служение канадцев.

## История
Медаль была учреждена в 1979 году и названа в честь лауреата Нобелевской премии мира и четырнадцатого премьер-министра Канады Лестера Пирсона. После того как в 2004 году медаль была вручена Ромео Даллеру, она не вручалась снова до тех пор, пока не была возрождена в 2011 году в честь борца за мир Эрни Регера.

## Протокол
Любой гражданин Канады может выдвигать другого гражданина Канады в качестве номинанта на присвоение Медали за исключением самовыдвижения. Жюри выбирает лауреата как наиболее выдающегося из предложенных кандидатов. Медаль вручает генерал-губернатор Канады в День Организации Объединенных Наций.

## Лауреаты
- 1979 — Поль-Эмиль Леже[9][10]
- 1980 — Дж. Кинг Гордон (J. King Gordon)[11]
- 1981 — Идсон Бернс[12][13]
- 1982 — Хью Кинлисайд (Hugh L. Keenleyside)[14]
- 1983 — Жорж-Анри Левеск (George-Henri Lévesque)[15]
- 1984 — Георгий Игнатьев[16]
- 1985 — Лоис Мириам Уилсон (Lois Miriam Wilson)[17]
- 1986 — Мейер Браунстоун (Meyer Brownstone)[18]
- 1987 — Нэнси Мик Покок (Nancy Meek Pocock)[19]
- 1988 — Эдвард Скотт (Edward Scott)[20]
- 1989 — Морис Стронг[21][22]
- 1990 — Мюррей Томсон (Murray Thomson)[23]
- 1991 — Мюриэл Дакворт (Muriel Duckworth)[24]
- 1992 — Эрик Хоскинс (Eric Hoskins)[25]
- 1993 — Эскотт Рид (Escott Reid)[26]
- 1994 — Мартин Коннелл (Martin Connell)
- 1995 — Жизель Коте-Арпер (Gisèle Côté-Harper)[27]
- 1996 — Джерри Барр (Gerry Barr)[28]
- 1997 — Ханна Ньюкомб (Hanna Newcombe)[29]
- 1998 — Пэт Рой Муни (Pat Roy Mooney)[30]
- 1999 — Флора Макдональд
- 2000 — Награды не присуждено
- 2001 — Урсула М. Франклин
- 2002 — Алекс Моррисон (Alex Morrison)[31]
- 2003 — Стивен Льюис (Stephen Lewis)[32]
- 2004 — Ромео Даллер
- 2005-2009 г. — Награды не присуждено
- 2010 — Эрни Регер (Ernie Regehr)[33]
- 2013 — Дональд С. Этелл
- 2014 — Найджел Фишер (Nigel Fisher)
- 2016 — Луиза Арбур[34]
- 2017 — Ллойд Эксуорси (Lloyd Axworthy)
- 2018 — Вилли Литтлчайлд (Willie Littlechild)
- 2019-2020 г. – Награды не присуждено
- 2021 — Беверли Маклаклин[35]
- 2022 — Джон МакГарри (John McGarry)[36]